# Burma az 1972. évi nyári olimpiai játékokon
Burma az NSZK-beli Münchenben megrendezett 1972. évi nyári olimpiai játékok egyik részt vevő nemzete volt. Az országot az olimpián 4 sportágban 18 sportoló képviselte, akik érmet nem szereztek.

## Atlétika
Férfi
| Versenyző      | Versenyszám | Előfutam | Előfutam | Előfutam | Elődöntő | Elődöntő | Elődöntő | Döntő   | Döntő    |
| Versenyző      | Versenyszám | Idő      | Hely.    | Össz.    | Idő      | Hely.    | Össz.    | Idő     | Helyezés |
| -------------- | ----------- | -------- | -------- | -------- | -------- | -------- | -------- | ------- | -------- |
| James Crampton | 800 m       | 1:54,2   | 6.       | 53.      | kiesett  | kiesett  | kiesett  | kiesett | kiesett  |
| James Crampton | 1500 m      | 4:06,9   | 10.      | 63.      | kiesett  | kiesett  | kiesett  | kiesett | kiesett  |
| Hla Thein      | Maraton     |          |          |          |          |          |          | 2:48:53 | 57.      |

## Labdarúgás
| Burmai labdarúgócsapat-játékoskeret                                                                                                   | Burmai labdarúgócsapat-játékoskeret                                                                                                 |
| --- | --- |
| - Tin Aung - San Aye - Myint Kyu - Khin Maung Lay - Aye I Maung - Aye II Maung - Win Maung - Aung Moe Thin - Myo Win Nyunt - Ye Nyunt | - Tin Sein - Soe Than - Maung Maung Tin - Htay Hla* - Maung Tun Khin* - Nyunt Maung Maung* - Ryint Soe* - Win Lay Sein* - Win Sein* |

* - nem játszott csak nevezve volt

### Eredmények
Csoportkör
B csoport
| Csapat      | M | Gy | D | V | G+ | G– | Gk | P |
| ----------- | - | -- | - | - | -- | -- | -- | - |
| Szovjetunió | 3 | 3  | 0 | 0 | 7  | 2  | +5 | 6 |
| Mexikó      | 3 | 2  | 0 | 1 | 3  | 4  | -1 | 4 |
| Burma       | 3 | 1  | 0 | 2 | 2  | 2  | 0  | 2 |
| Szudán      | 3 | 0  | 0 | 3 | 1  | 5  | –4 | 0 |

| 1972. augusztus 28. 12:00 |

| Szovjetunió (URS) | 1–0               | Burma |
| ----------------- | ----------------- | ----- |
| Kolotov 51'       | (0–0) Jegyzőkönyv |       |

| Regensburg Nézőszám: 6 000 Játékvezető: Dzsafar Námdár (iráni) |

| 1972. augusztus 30. 12:00 |

| Mexikó (MEX) | 1–0               | Burma |
| ------------ | ----------------- | ----- |
| Cuéllar 86'  | (0–0) Jegyzőkönyv |       |

| Nürnberg Nézőszám: 1 000 Játékvezető: Robert Quarshie (ghánai) |

| 1972. szeptember 1. 12:00 |

| Burma (BIR)                   | 2–0               | Szudán |
| ----------------------------- | ----------------- | ------ |
| Soe Than 7' Aung Moe Thin 61' | (1–0) Jegyzőkönyv |        |

| Passau Nézőszám: 2 000 Játékvezető: Marian Srodecki (lengyel) |

| Csapat        | Helyezés |
| ------------- | -------- |
| Mianmar (MYA) | 9.       |

## Ökölvívás
| Versenyző    | Versenyszám | Selejtező         | 32-es főtábla                | Nyolcaddöntő      | Negyeddöntő       | Elődöntő          | Döntő             | Helyezés |
| Versenyző    | Versenyszám | Ellenfél Eredmény | Ellenfél Eredmény            | Ellenfél Eredmény | Ellenfél Eredmény | Ellenfél Eredmény | Ellenfél Eredmény | Helyezés |
| ------------ | ----------- | ----------------- | ---------------------------- | ----------------- | ----------------- | ----------------- | ----------------- | -------- |
| Vanlal Dawla | Légsúly     | erőnyerő          | Boris Zoriktuyev (URS) · RSC | kiesett           | kiesett           | kiesett           | kiesett           | 17.      |
| Win Maung    | Harmatsúly  | erőnyerő          | Orlando Martínez (CUB) · 1-4 | kiesett           | kiesett           | kiesett           | kiesett           | 17.      |

## Súlyemelés
| Versenyző      | Versenyszám | Nyomás   | Nyomás   | Szakítás | Szakítás | Lökés    | Lökés    | Összesen | Helyezés |
| Versenyző      | Versenyszám | Eredmény | Helyezés | Eredmény | Helyezés | Eredmény | Helyezés | Összesen | Helyezés |
| -------------- | ----------- | -------- | -------- | -------- | -------- | -------- | -------- | -------- | -------- |
| Gyi Aung Maung | 52 kg       | 95,0     | 11.      | 105,0    | 1.       | 120,0    | 7.       | 320,0    | 5.       |